# Pterocryptus burmensis
Pterocryptus burmensis là một loài tò vò trong họ Ichneumonidae.